# Sas József (színművész)
Sas József, született Polacsek József (Békéscsaba, 1939. január 3. – Budapest, 2021. január 17.) Jászai Mari-díjas magyar színész, rendező, író, színházigazgató, humorista; érdemes és kiváló művész.

## Élete
Édesapja, Sas Imre (Pollacsek Izidor) is színész volt, a holokauszt áldozata lett.

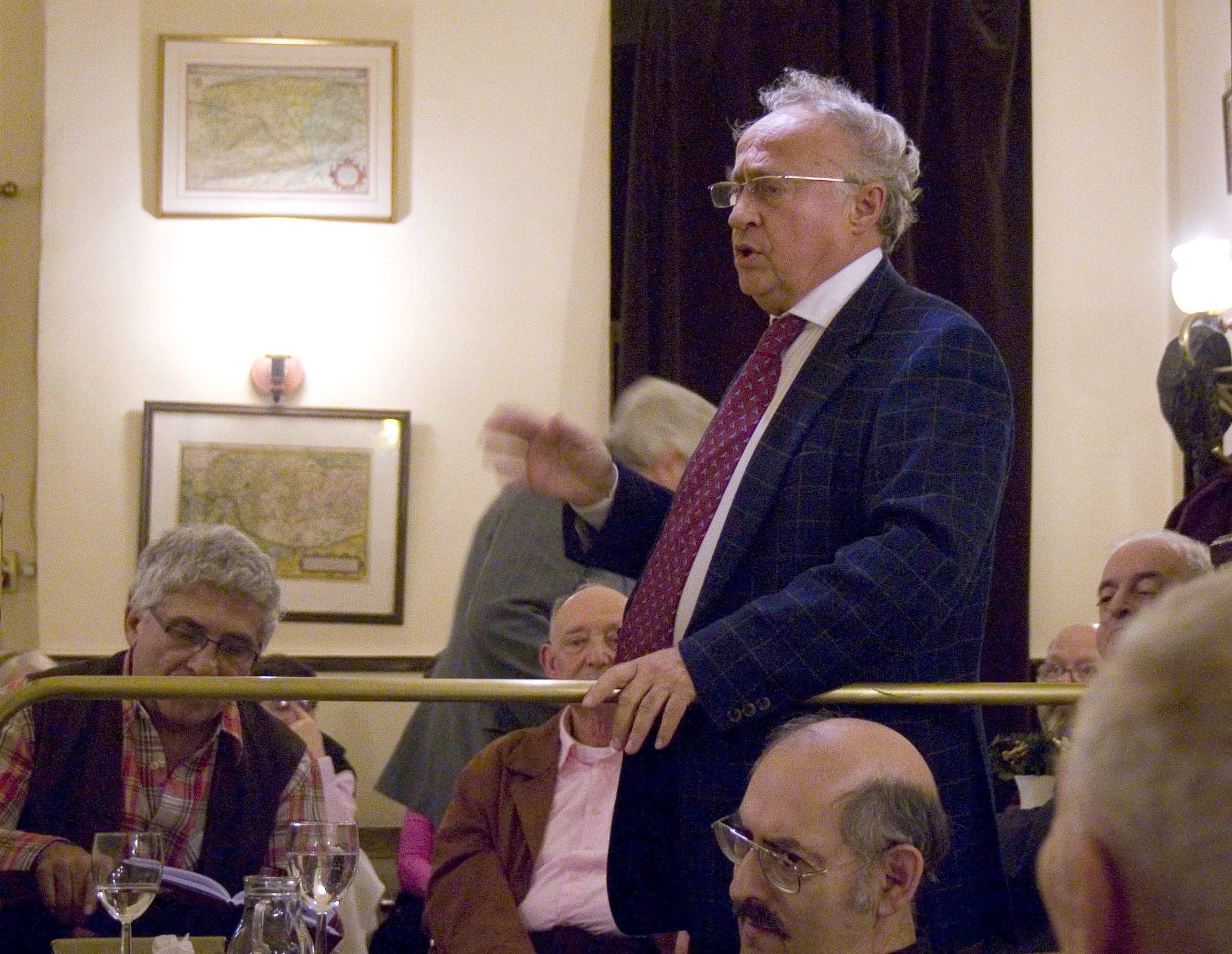
Sas József beszél a Seress Rezső könyv bemutatóján, Seress állandó törzshelyén és munkahelyén, a Kispipa vendéglőben, 2010. november 29-én

Rózsahegyi Kálmán színiiskoláját 1957-ben végezte el, majd a győri Kisfaludy Színházhoz (jelenlegi nevén Győri Nemzeti Színház) szerződött. Tagja volt 1958-tól a Békés Megyei Jókai Színháznak, 1959-től a Pécsi Nemzeti Színháznak, 1960-tól A Magyar Néphadsereg Művészegyüttesének, 1966-tól pedig a kecskeméti Katona József Színháznak. 1973 óta a Mikroszkóp Színpad művésze volt, melynek 1985–2009 között igazgatója is volt. A rádiós és televíziós politikai kabarék állandó közreműködője volt, számos nagylemeze jelent meg, több önálló estnek írója, valamint előadója volt.
2008-ban jogerősen egy év, két évre felfüggesztett börtönbüntetésre, valamint 300 ezer forint pénzbírságra ítélték hétrendbeli adócsalás vádjával, ezért, bár abban az évben Kossuth-díjra jelölték, az előterjesztést visszavonták. Az ügyészség adatai szerint 1998 és 2001 között mintegy 35 millió forintot nem fizetett be adóként, emellett hétmillió forint egészségügyi hozzájárulással és négymillió forint tb-járulékkal is adós volt, összesen 46,1 millió forinttal.
A művész 2018. november elején bejelentette, hogy – egészségi állapotára hivatkozva – valamennyi további 2018-as szereplését lemondja. 2019 elején feleségével Thaiföldön nyaralt, ahol kétoldali agyvérzést kapott. Egy különgéppel szállították Magyarországra. Hónapokig kezelték a budakeszi rehabilitációs intézetben, majd a MAZSIHISZ Szeretetkórházban. Utolsó éveiben ágyban fekvő betegként folyamatos ápolásra és segítségre szorult.
2020 végén elkapta a koronavírus-fertőzést, súlyos megbetegedéssel szállították kórházba. 2021. január 17-én kórházi ápolása közben szívelégtelenségben elhunyt.
2021. január 22-én kísérték utolsó útjára a Kozma utcai izraelita temetőben, végső nyughelye a művészparcellában, Kabos László, Kellér Dezső és Szenes Iván szomszédságában van. A szertartáson beszédet mondott többek között Selmeczi Tibor, Heller Tamás, Beregi Péter és Gálvölgyi János.
2022 márciusában az egykori Mikroszkóp Színpad falán a tiszteletére egy emléktáblát avattak.

### Magánélete
Öccse, Imre Párizsban él. Első felesége: Berta Erzsi színésznő volt, aki fiatalon elhunyt. Második felesége Komjáti Zsuzsa volt, akivel 1977-ben házasodtak össze. Lányuk Sas Ágnes. Fia: Sas Tamás, Berta Erzsitől született.

## Színházi szerepeiből
- Jaroslav Hašek: Svejk a hátországban... Svejk
- Oscar Wilde: Igaz, ami nem igaz (Bunbury)... Algernon Moncrieff
- William Somerset Maugham: Imádok férjhez menni... Bill
- Szirmai Albert – Bakonyi Károly: Mágnás Miska... Miska, lovász
- Szigligeti Ede: Liliomfi... Szellemfi
- Kálmán Imre: Csárdáskirálynő... Bóni gróf
- Kálmán Imre: Cirkuszhercegnő... Slukk Tóni
- Ábrahám Pál: Bál a Savoyban... Musztafa bey
- Huszka Jenő: Gül Baba... Mujkó
- Eisemann Mihály: Én és a kisöcsém... Dr. Sas

## Filmes, televíziós szerepeiből
- Othello Gyulaházán (1967)
- Ficzek úr (1974)
- Lincoln Ábrahám álmai (1976)
- Mindent vállalunk (1982)
- Mindenért fizetni kell (1982)
- Tiszta idegbaj (1982)
- Ez még semmi (1984)
- Szeszélyes évszakok (1989)
- Európa expressz (1999)

## Könyvei
- Józsi, hol vagy? (Lapkiadó Vállalat, Bp., 1985 + 1 hanglemez)
- Csurka István – Sas József – Molnár Margit: Tévékönyv (Idegenforgalmi Propaganda és Kiadó Vállalat, Budapest, 1985) ISBN 9633160812
- Sas József–Peterdi Pál: "Kutyák–zsaruk–kabarék" (Delta B Kft., Bp., 1993) ISBN 9638076003
- Sasazértis... Írásba adom (Ter.nova, Bp., 2001) ISBN 9630081547
- Sas József–Trunkó Barnabás: Sastaps (Kossuth, Budapest, 2011) ISBN 9789630967341

## Díjai, elismerései
- SZOT-díj (1980)
- Jászai Mari-díj (1981)
- Karinthy-gyűrű (1984)
- Érdemes művész (1985)
- A Magyar Köztársasági Érdemrend tisztikeresztje (1995)[26]
- Erzsébet-díj (1993)
- Budapestért díj (1997)[27]
- Kiváló művész (2003)
- Radnóti Miklós antirasszista díj (2013)
- Dankó Pista-díj (2018)[28]